# Kurfürstenstraße 11 (Mönchengladbach)

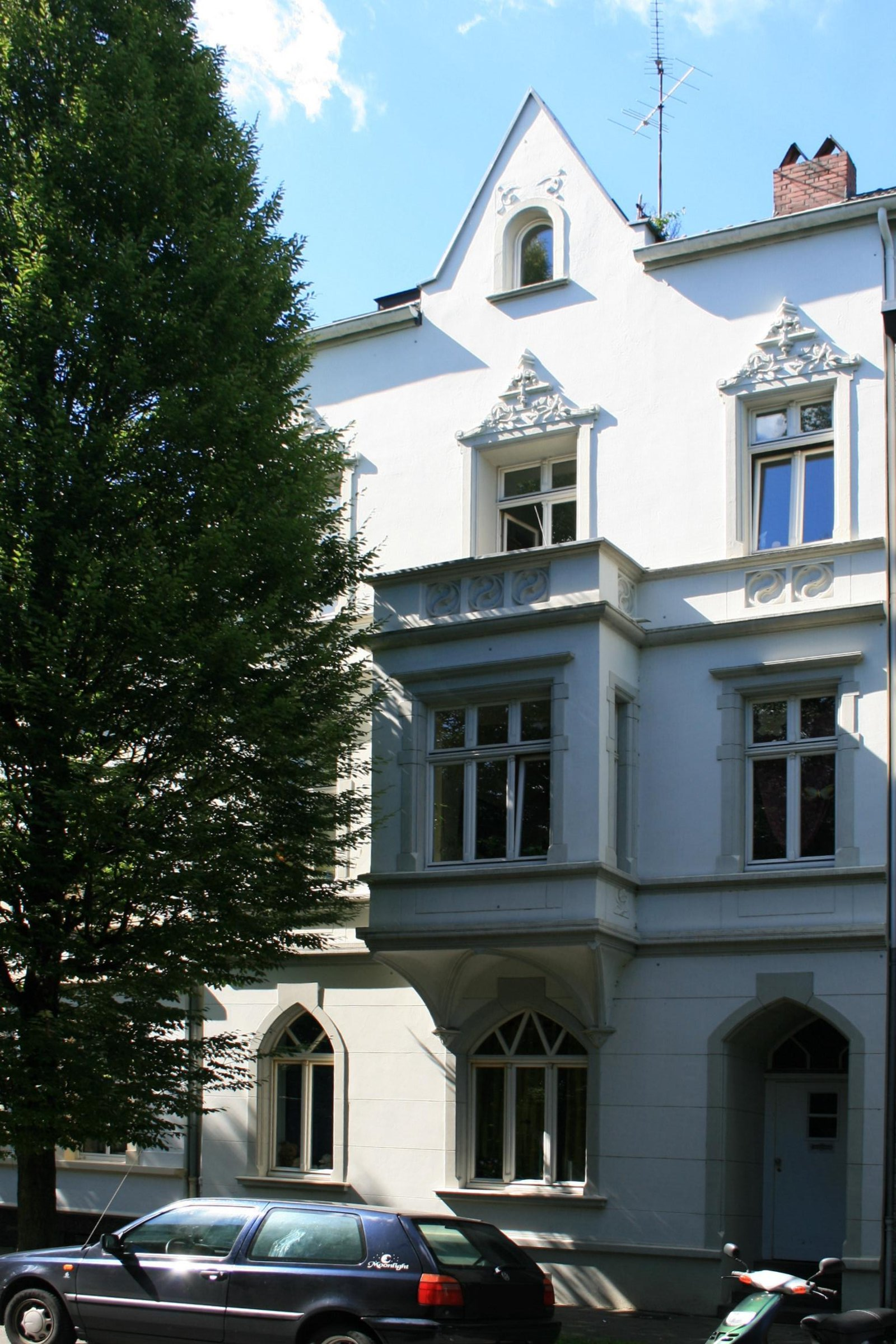
Wohnhaus (2010)

Das Wohnhaus Kurfürstenstraße 11 steht in Mönchengladbach (Nordrhein-Westfalen).
Das Gebäude wurde um die Jahrhundertwende erbaut. Es wurde unter Nr. K 008  am 4. Dezember 1984 in die Denkmalliste der Stadt Mönchengladbach eingetragen.

## Architektur
Haus Nr. 11 ist ein dreigeschossiges Wohnhaus mit symmetrischer Aufteilung der Fassade und mit ausgebautem Satteldach. Im Mittelgiebel des Satteldaches ist ein Rundbogenfenster mit Gewände und Brüstungsbetonung angelegt. Das Haus wurde um die Jahrhundertwende erbaut.